# Äntu
Koordinaten: 59° 5′ N, 26° 16′ O
Äntu (deutsch Engdes) ist ein Dorf (estnisch küla) in der Landgemeinde Väike-Maarja (Väike-Maarja vald) im  estnischen Landkreis Lääne-Virumaa.

## Lage und Beschreibung
Äntu hat 61 Einwohner (Stand 2006). Das Dorf liegt 26 km südöstlich von Tapa (Taps).
Das Dorf befindet sich am südlichen Rand des Höhenzugs Pandivere. Im 391 Hektar großen Landschaftsschutzgebiet Äntu liegen zahlreiche unberührte Seen. Das Gelände mit seinen Wäldern ist beliebtes Ausflugsziel für Wanderer und Naturtouristen. Vor allem der See Sinijärv ist für seine Wasserqualität bekannt.
1980 wurde ein 13 Kilometer langer Wanderweg durch das Landschaftsschutzgebiet eingerichtet. Er führt auch am ehemaligen Haus der bekannten estnischen Schriftstellerin Kersti Merilaas (1913–1986) vorbei.
Berühmtester Sohn des Dorfes ist der Bildhauer Alexander von Bock (1829–1895), der in Äntu seine ersten Lebensjahre verbrachte.

## Geschichte
Vom 9. bis zum 13. Jahrhundert befand sich in Äntu eine Festung der heidnischen Esten. 1895 fanden an der Stelle der ehemaligen Burg archäologische Ausgrabungen statt.
Für das Jahr 1277 wird ein gewisser Robertus von Engdis urkundlich erwähnt. 1558 besetzten während des Livländischen Kriegs russische Truppen den Hof Äntu (Engedas).
Letzter Eigentümer des Guts Äntu vor der Enteignung im Zuge der estnischen Landreform von 1919 war der deutschbaltische Adlige Walter von Harpe.

## Literatur

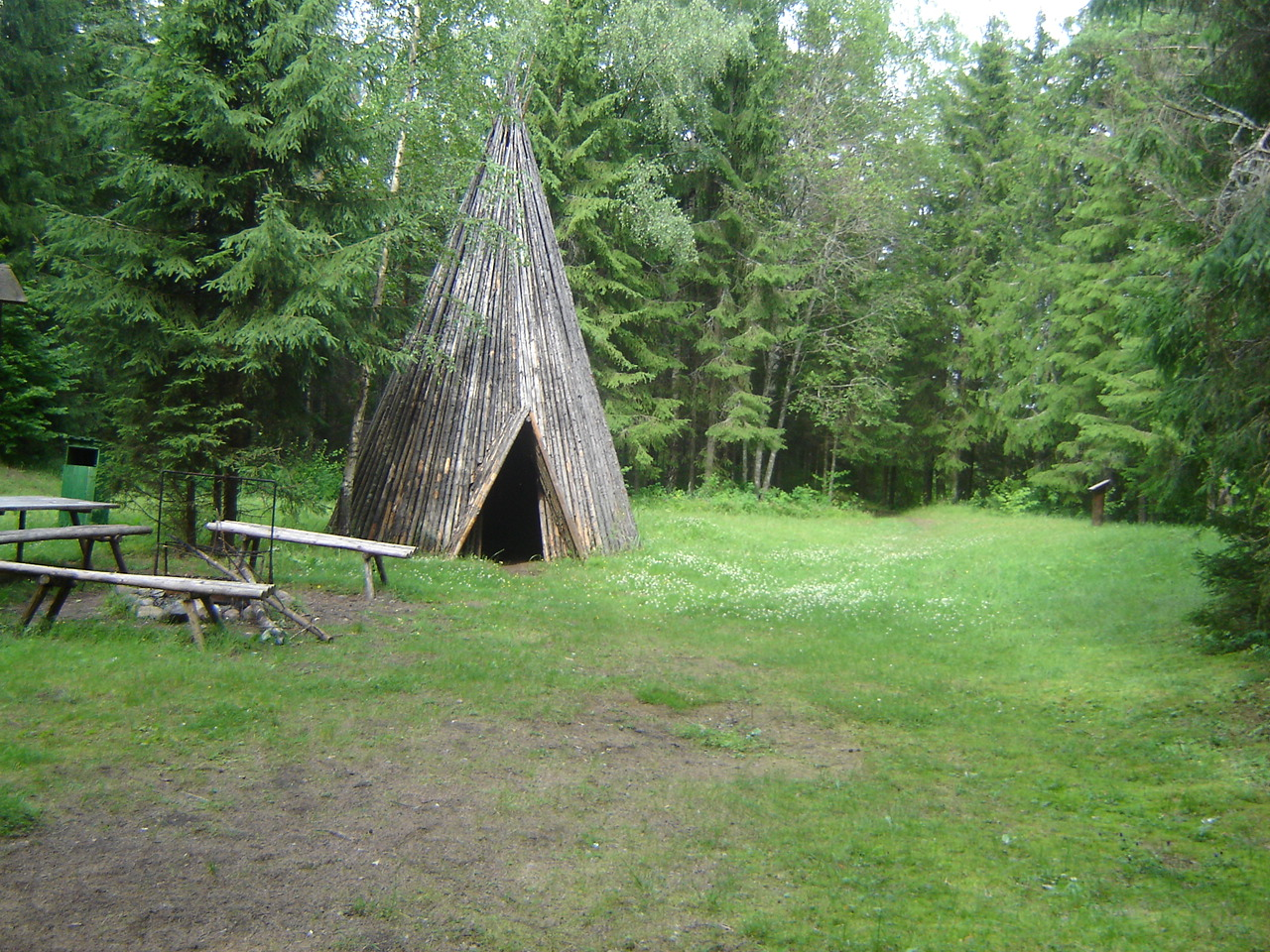
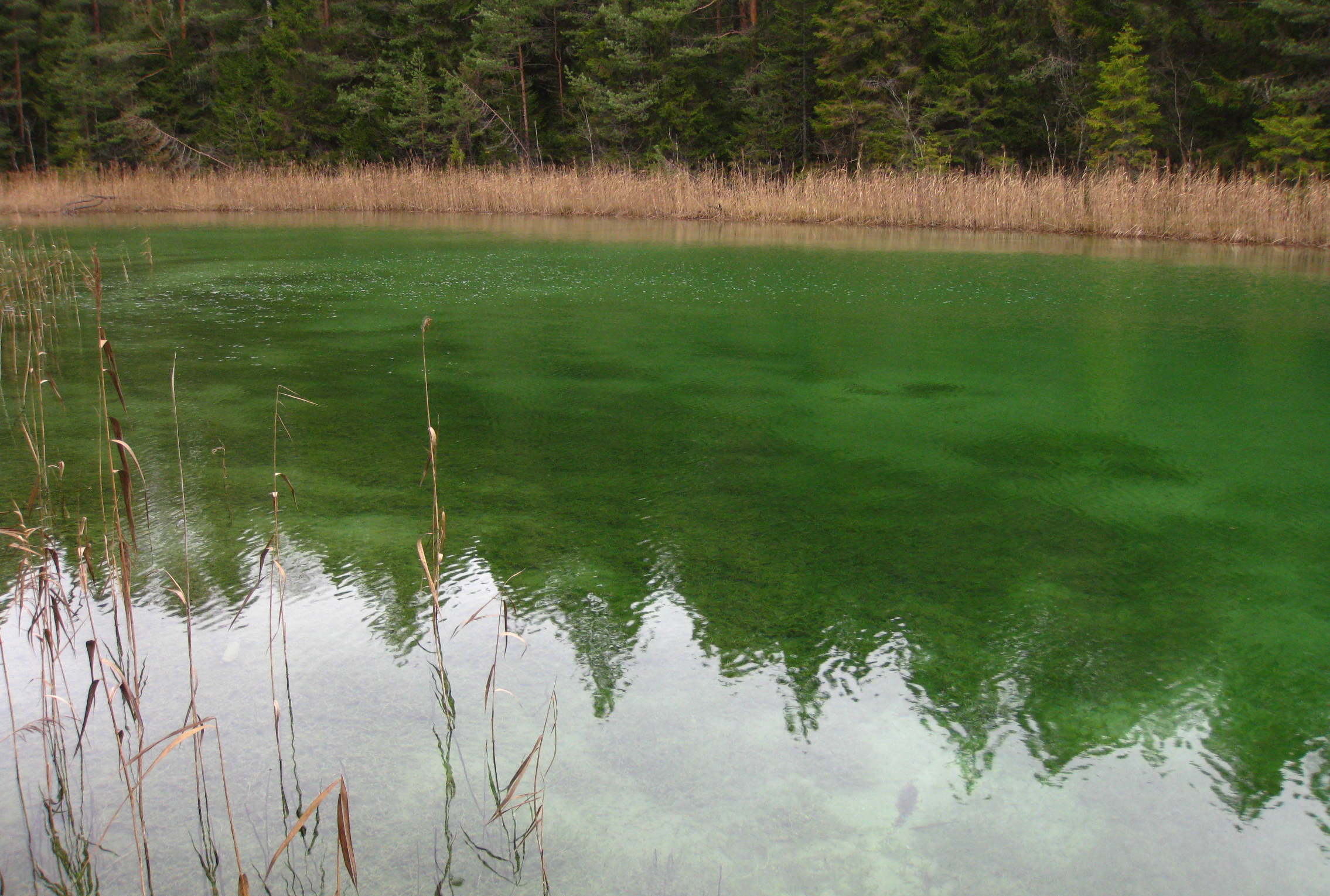
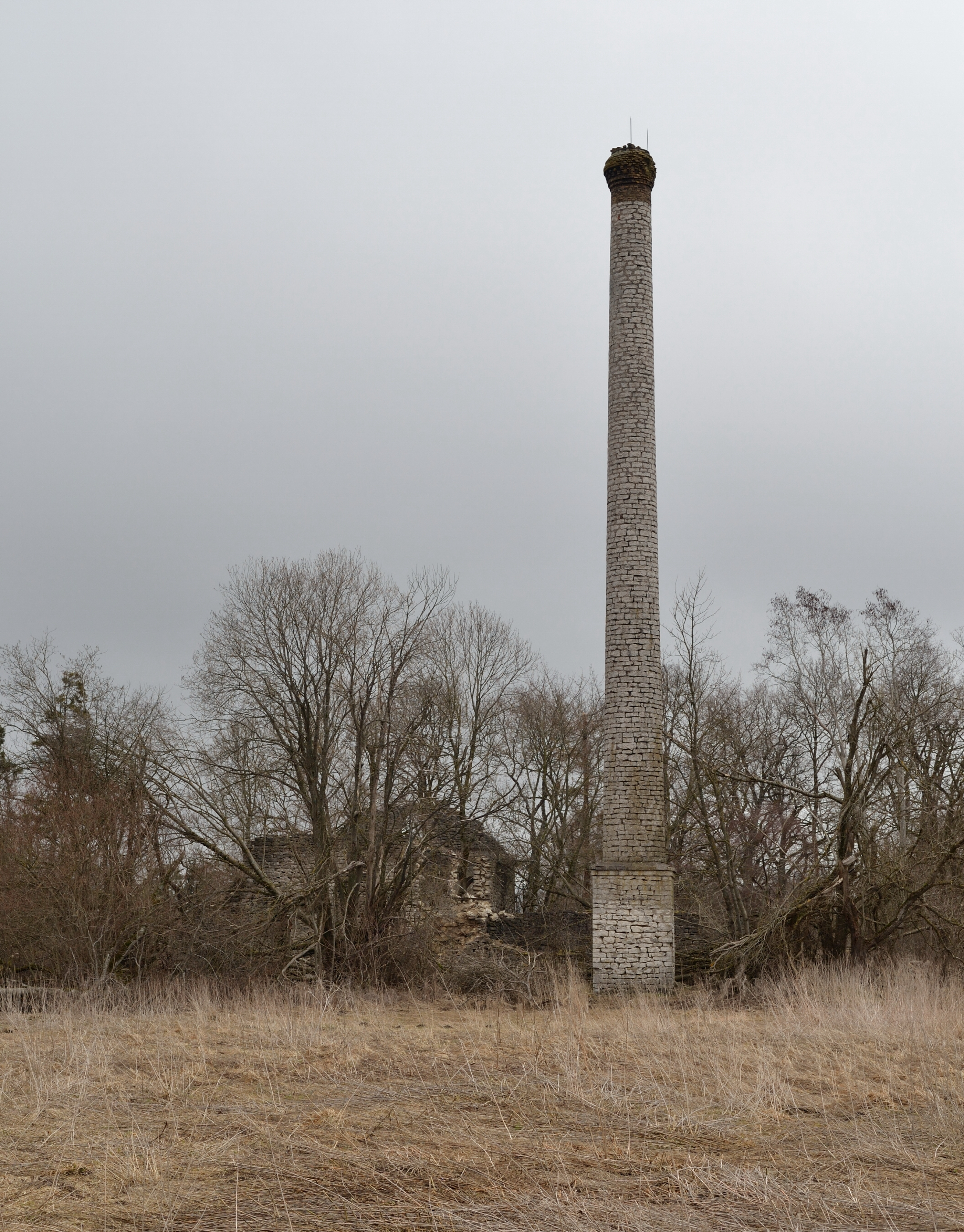
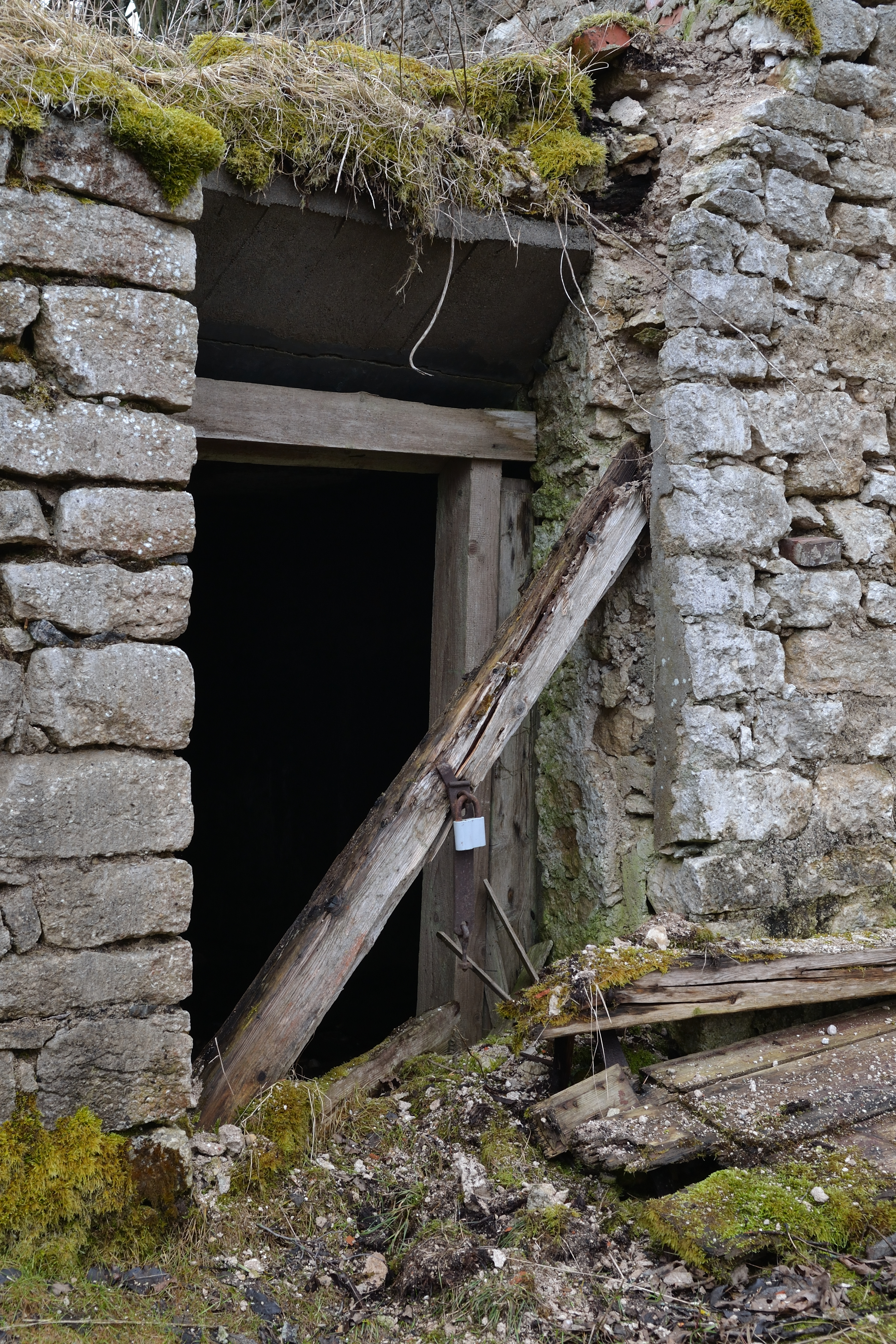